# Codonosigidae
Codonosigidae là một họ Choanoflagellatea. Chúng được tìm thấy trong môi trường nước mặn, nước lợ và nước ngọt.

## Phân loại

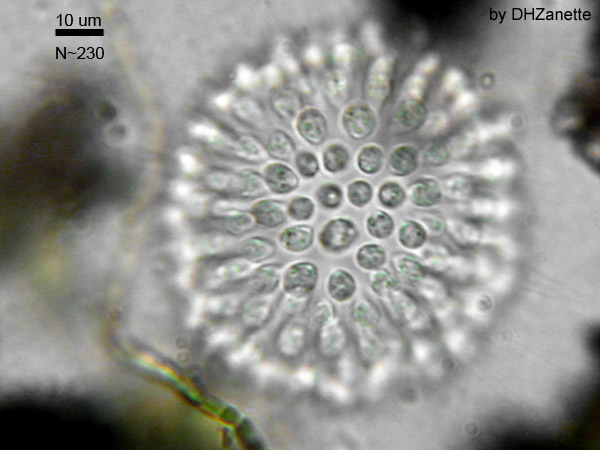
Tập đoàn Sphaeroeca

Từ 1880 đến 1882 William Saville Kent miêu tả họ này có 7 chi:
- Monosiga
- Codonosiga
- Codonocladium
- Desmarella
- Astrosiga
- Sphaeroeca
- Proterospongia